# Orlando Urbano
Orlando Urbano (Ruviano, 9 giugno 1984) è un dirigente sportivo ed ex calciatore italiano, di ruolo difensore.

## Carriera

### Giocatore

#### Club

##### Gli inizi: Juventus e prestiti
È cresciuto nelle giovanili della Juventus. Nell'estate 2004 è stato ceduto in prestito alla Reggiana, club del girone B di Serie C1. Ha debuttato in campionato il 12 settembre 2004, in Reggiana-Foggia (1-1). Con il club emiliano ha collezionato sette presenze in campionato. 
Scaduto il prestito, nel gennaio 2005 viene girato al Pavia, club del girone A di Serie C1. Ha debuttato in campionato il 23 gennaio 2005, in Pavia-Acireale (2-0). Con il club lombardo ha collezionato nove presenze in campionato e quattro nei play-off. 
Nell'estate 2005 viene ceduto a titolo temporaneo alla Torres. Il 28 agosto 2005 ha debuttato in campionato il 28 agosto 2005, in Torres-Gela (2-0). Con il club sardo non ha collezionato altre presenze. 
Nel gennaio 2006 la Juventus lo ha girato in prestito al Catanzaro, club di Serie B. Ha debuttato nel campionato cadetto il 21 gennaio 2006, in Catanzaro-Rimini (1-0), giocando da titolare. Ha collezionato in totale, con i giallorossi, 13 presenze in campionato.

##### Dalla Juventus al Como
Rientrato dal prestito, nell'estate 2006 la Juventus, retrocessa in Serie B, lo ha confermato in rosa. Con il club bianconero non ha collezionato alcuna presenza in campionato. Al termine della stagione, culminata con la promozione della Juventus in Serie A, Urbano ha rescisso il contratto. 
Nell'estate 2008 è stato ingaggiato dal Potenza, club di Lega Pro Prima Divisione. Ha debuttato in campionato il 26 agosto 2007, in Potenza-Pescara (4-0). Ha messo a segno la sua prima rete in campionato il 9 marzo 2008, in Martina-Potenza (1-1). 
Nell'estate 2008 si è trasferito alla Pro Patria. Ha debuttato in campionato il 7 settembre 2008, in Reggiana-Pro Patria (1-3). Ha messo a segno la sua prima rete con il club lombardo il 1º marzo 2009, in Pro Patria-Cremonese (2-2). Con la Pro Patria ha giocato i play-off, sfiorando la promozione in Serie B, sfilata a causa della sconfitta nella doppia finale contro il Padova. 
Nell'estate 2009 si è trasferito al Vicenza, in Serie B. Ha debuttato in campionato il 15 settembre 2009, in Reggina-Vicenza (0-2). 
Nel gennaio 2009 è stato ceduto in prestito al Perugia, in Lega Pro Prima Divisione. Ha debuttato con la nuova maglia il 28 febbraio 2010, in Perugia-Cremonese (4-0). Rientrato dal prestito è rimasto svincolato. 
Nel gennaio 2011 è stato ingaggiato dalla Paganese. Ha debuttato con gli azzurri il 9 gennaio 2011, in Paganese-Pavia (1-1). 
Nell'estate 2011 viene ufficializzato il suo trasferimento al Como. Ha debuttato in campionato l'11 settembre 2011, in Foligno-Como (1-2). Ha messo a segno la sua prima rete con la maglia dei biancoblù il successivo 25 settembre, in Reggiana-Como (2-4). 

##### Ultimi anni: dal Lugano al Varese
Il 28 agosto 2012 è stato acquistato dal Lugano, club svizzero. Ha debuttato nella Challenge League il 1º settembre 2012, in Winterthur-Lugano (3-1). Ha messo a segno la sua prima rete con la maglia bianconera il 17 marzo 2013, in Lugano-Vaduz (3-3). Con il club svizzero ha ottenuto, al termine della stagione 2014-2015, la promozione in Super League. Ha debuttato nel massimo campionato svizzero il 19 luglio 2015, in San Gallo-Lugano (2-0). Ha messo a segno la sua prima rete nella Super League il 22 novembre 2015, in Zurigo-Lugano (5-3). Ha militato nel club del Canton Ticino fino al termine della stagione 2016-2017. 
L'11 luglio 2017 è stato ufficializzato il suo trasferimento al Chiasso, club della seconda serie svizzera. Ha debuttato con la nuova maglia il 22 luglio 2017, in Servette-Chiasso (2-2). Al termine della stagione è rimasto svincolato. 
Il 2 novembre 2018 è stato ingaggiato dal Varese, club di Eccellenza. Al termine della stagione si è ritirato.

### Dirigente
Il 20 dicembre 2019 è diventato ufficialmente direttore sportivo del Novara. L'8 gennaio 2021 è stato sollevato dall'incarico.

## Palmarès

### Club

#### Competizioni giovanili
- Torneo di Viareggio: 2

Juventus: 2003, 2004
- Coppa Italia Primavera: 1

Juventus: 2003-2004

#### Competizioni nazionali
- Campionato italiano di Serie B: 1

Juventus: 2006-2007
- Challenge League: 1

Lugano: 2014-2015